# Economia dell'Iraq
L'economia dell'Iraq si basa fortemente sull'esportazione di petrolio che comprende i 2/3 delle esportazioni; questa però non basta ad equilibrare la bilancia commerciale.

## L'embargo e l'occupazione
Dopo l'embargo stabilito dalla risoluzione 661 del Consiglio di sicurezza delle Nazioni Unite (1990) l'economia del paese è entrata in crisi.
Cibo e medicinali hanno iniziato a scarseggiare richiedendo l'intervento delle Nazioni Unite che decisero di scambiare petrolio in cambio di cibo e medicinali (Oil for food, 1996). Attraverso vari meccanismi gli Stati Uniti e la Gran Bretagna ottennero il controllo del flusso di petrolio.
I medicinali e il cibo iniziarono ad affluire fino alla guerra in Iraq, iniziata ufficialmente il 20 marzo 2003 con l'invasione dell'Iraq da parte di una coalizione militare formata inizialmente da Stati Uniti, Regno Unito, Australia e Polonia. Tuttora l'occupazione e le tensioni interne tra i diversi gruppi etnici che risiedono in Iraq creano instabilità ed incertezza.
Molte infrastrutture sono state distrutte dai bombardamenti.
L'agricoltura (cereali, datteri, mele, fichi, uva, olive e arance), l'allevamento (bovini, ovini, caprini, cavalli e uccelli) e l'industria (estrazione e raffinazione del petrolio, siderurgica, tessile, del cemento e alimentare). Attualmente, però, in seguito alla Guerra Iran-Iraq, alla guerra del Golfo del 1991, all'embargo delle Nazioni Unite e all'invasione (2003) e successiva occupazione da parte della coalizione occidentale, mancano dati economici attendibili come il prodotto interno lordo.